# Klärwerk Oelbachtal

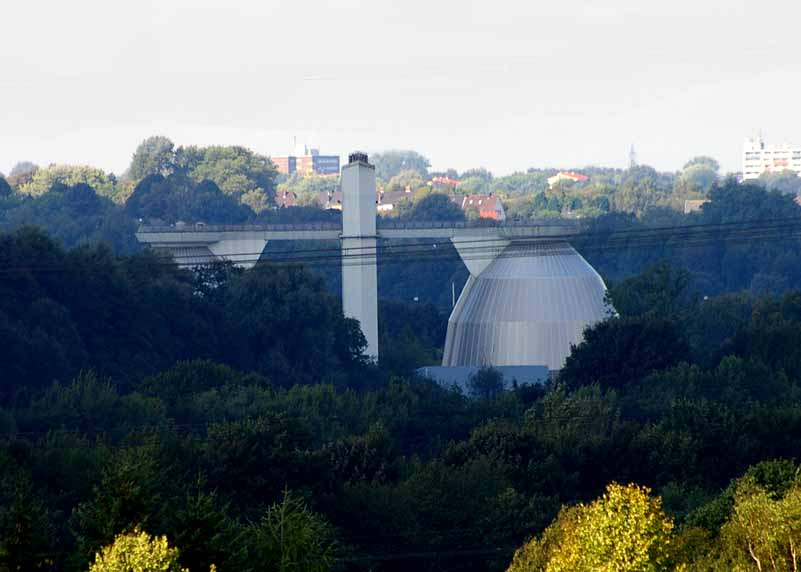
Klärwerk Oelbachtal

Das Klärwerk im Oelbachtal ist ein durch den Ruhrverband betriebenes Klärwerk im Bochumer Stadtteil Querenburg an der Stadtgrenze zu Witten.
Täglich können bis zu 193.000 m³ Abwasser gereinigt werden, dabei werden Kohlenstoff, Phosphor und Stickstoff weitgehend eliminiert. Der Einwohnergleichwert beträgt 320.000, der Trockenwetterzufluss 1120 Liter pro Sekunde, der Regenwetterzufluss maximal das Doppelte.
Zum Einzugsbereich zählen aus Bochum die Bereiche Gerthe, Langendreer, Harpen, Laer, Altenbochum und Querenburg sowie aus Dortmund die Bereiche Bövinghausen und Holte. Zudem werden Abwässer aus kleineren Teilen von Herne, Castrop-Rauxel und Witten gereinigt. Das Gebiet aus Witten ist über eine circa 4 km lange Druckrohrleitung von der ehemaligen Kläranlage Witten aus angeschlossen.
Zu den gewerblichen Einleitern zählen die Ruhr-Universität Bochum (RUB), die Bochumer Opel-Werke und der Bergbau (Grubenwasser). Die RUB betreibt direkt neben dem Gelände eine Versuchsanlage für Abwasserreinigung.
Am Klärwerk werden auch Speisereste und Fette angeliefert und zusammen mit dem Belebtschlamm in zwei Hochbehältern ausgefault und anschließend durch Zentrifugen entwässert. Das Biogas aus den Faulbehältern wird zum Betrieb dreier Blockheizkraftwerke genutzt, welche Strom für den Eigenbedarf, Wärme zum Heizen der Gebäude und für die Warmwasseraufbereitung sowie Druckluft für die biologische Reinigungsstufe produzieren. Der getrocknete Klärschlamm wird zur Entsorgung abgefahren.
Die Stadt Bochum bietet zusammen mit dem Ruhrverband Besichtigungen in der Kläranlage an.

## Entwicklung
Das heutige Klärwerk ist bereits die vierte Ausbaustufe.
1922 wurde als erste Anlage eine mechanische Reinigung für die damals größtenteils aus dem Bergbau stammenden Abwässer gebaut. Bereits drei Jahre später musste das Klärwerk aufgrund der gestiegenen Belastung auf die dreifache Kapazität ausgebaut werden.
1960 kam eine biologische Reinigungsstufe hinzu, sie hatte vier Tropfkörper.
Von 1972 bis 1976 wurde das 50 km² große Einzugsgebiet des Oelbachs wasserwirtschaftlich saniert. Dabei wurde 1976 eine vollständig neue Kläranlage errichtet, um die jetzt meist aus Haushalten stammenden Abwässern mechanisch, biologisch und chemisch zu reinigen. Es wurde damit das drittgrößte Klärwerk entlang der Ruhr. Die Kläranlage bekam außerdem eine Anlage zur Klärschlammentwässerung und 1978 bis 1979 drei Schönungsteiche.
Von 1995 bis 2000 machten die gestiegenen gesetzlichen Anforderungen eine abermalige Erweiterung und Modernisierung der Kläranlage notwendig, die bis 2001 umgesetzt wurde.

## Schönungsteiche

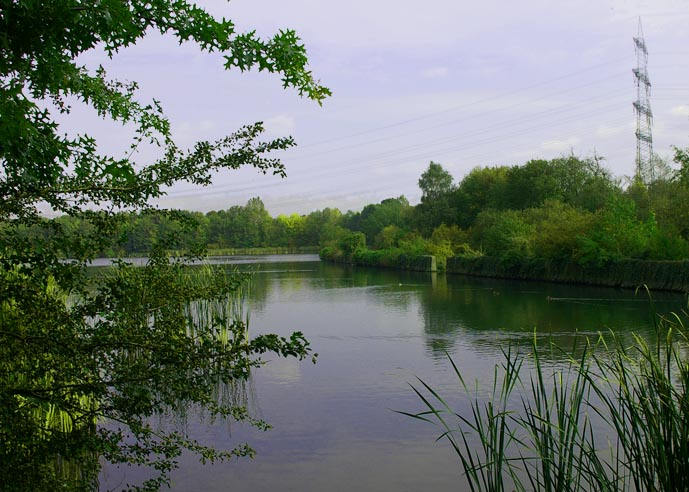
Der letzte der drei Schönungsteiche: der Oelbachmündungsteich

Die drei Schönungsteiche haben sich inzwischen zu Feuchtbiotopen entwickelt. Sie werden gemeinsam vom gereinigten Abfluss der Kläranlage und dem Oelbach durchflossen. Das Volumen beträgt 360.000 m³ bei einer Oberfläche von 127.000 m². Bei Trockenwetter verweilt das Abwasser drei bis vier Tage in den Teichen, bei Regenwetter kann dies bis auf unter einem Tag reduziert sein. Teilweise sind die Teiche der Öffentlichkeit zugänglich und werden als Naherholungsgebiet genutzt. Direkt hinter dem letzten Teich, dem Oelbachmündungsteich, schließt sich das Freizeitbad Heveney an. Danach erfolgt der Abfluss in den Kemnader See.